# Ron Crayden
Ron Crayden (* 1920 in Brixton (London); † 9. Dezember 2007 in London) war ein englischer Tischtennisspieler, der an sechs Weltmeisterschaften teilnahm.

## Werdegang
Ron Crayden nahm von 1948 bis 1961 an insgesamt sechs Weltmeisterschaften als aktiver Spieler teil. Dabei wurde er mit der englischen Mannschaft 1951 und 1961 Vierter. 1951 erreichte er zudem im Doppel das Viertelfinale. Bei vielen internationalen Begegnungen bis 1970 fungierte er als non-playing Captain. 16 mal wurde er als Spieler nominiert, 225 mal betreute er das englische Team als Captain.
Unterbrochen wurde seine Karriere durch den Zweiten Weltkrieg, während dessen er in der Royal Air Force diente.
Ron Crayden schrieb viele Artikel über Tischtennis. Viel beachtet war sein 1995 veröffentlichtes Buch The Story of Table Tennis - the first 100 years.
Wegen seiner Verdienste um den Tischtennissport wurde er 1989 mit dem ITTF Merit Award ausgezeichnet.

## Privat
Ron Crayden war auch im Tennis aktiv. Bei Turnieren im Londoner Gebiet siegte er 45 mal. Er war verheiratet und hatte eine Tochter.

## Turnierergebnisse
| Verband | Veranstaltung     | Jahr | Ort     | Land | Einzel     | Doppel        | Mixed        | Team |
| ------- | ----------------- | ---- | ------- | ---- | ---------- | ------------- | ------------ | ---- |
| ENG     | Weltmeisterschaft | 1961 | Peking  | CHN  | letzte 128 | letzte 128    | keine Teiln. | 4    |
| ENG     | Weltmeisterschaft | 1955 | Utrecht | NED  | letzte 128 | keine Teiln.  | letzte 32    |      |
| ENG     | Weltmeisterschaft | 1954 | Wembley | ENG  | letzte 128 | letzte 64     | letzte 64    |      |
| ENG     | Weltmeisterschaft | 1951 | Wien    | AUT  | letzte 64  | Viertelfinale | letzte 64    | 4    |
| ENG     | Weltmeisterschaft | 1948 | Wembley | ENG  | letzte 64  | letzte 32     | keine Teiln. |      |